# Josep Masana
Josep Masana (16 de mayo de 1892  - 4 de enero de 1979) fue un fotógrafo pictorialista español.
Su trabajo fotográfico lo inició en Barcelona donde al mismo tiempo que su estudio abrió la Oficina de información cinematográfica que el mismo gestionaba y para la que hizo diversos retratos de actores. A lo largo de su vida realizó trabajos en diversos campos de la fotografía como el retrato, el fotoperiodismo o la fotografía publicitaria, pero también destacó en su actividad creativa dentro de la corriente  del pictorialismo. Una característica de su obra es la realización de escenificaciones fotográficas y de composiciones alegóricas al estilo de los trabajos de Oscar Gustav Rejlander y Henry Peach Robinson, en lo que algunos autores definen como pictorialismo victoriano de raíz bíblica y mitológica. Algunos de sus trabajos se publicaron en la revista Arte Fotográfico. 
Su trabajo periodístico lo realizó como corresponsal de la revista «Actualidad» y con otras colaboraciones, entre ellas se encuentran las realizadas para la revista D'Ací i d'Allà  dirigida por Josep Sala y que se estuvo publicando en Barcelona entre 1918 y 1936. Recibió una medalla de oro en la Exposición Internacional de Barcelona (1929) y su trabajo en publicidad lo inició en 1930 dedicándose casi en exclusiva al mismo, en sus trabajos publicitarios sin embargo demuestra una creatividad apartada del pictorialismo que permite que se le considere entre los mejores fotógrafos de publicidad catalanes junto a Josep Sala y Pere Català Pic.
Su obra recibió una nueva valoración a finales del siglo XX en dos exposiciones antológicas, una en la primavera fotográfica de Cataluña de 1984, donde se mostraron retratos y desnudos de su primera época pictorialista, otra diez años después recordando su trabajo. Parte de su obra se encuentra en el Museo Nacional de Arte de Cataluña.